# ジーンマー・ゴメス
ジーンマー・アレハンドロ・ゴメス（Jeanmar Alejandro Gómez, 1988年2月10日 - ）は、ベネズエラのミランダ州カラカス出身のプロ野球選手（投手）。右投右打。現在は、フリーエージェント（FA）。
名前の「Jeanmar」は、「ジェンマール(発音：JEN-marr)」と読むのが正しい。

## 経歴

### プロ入りとインディアンス時代
2005年にクリーブランド・インディアンスと契約してプロ入り。
2009年はAA級アクロン・エアロズでプレーし、5月21日にイースタンリーグでは86年ぶりとなる完全試合を達成した。
2010年7月18日のデトロイト・タイガース戦でメジャーデビュー。
2011年は前半戦にメジャーで5試合に登板して未勝利だったが、AAA級コロンバス・クリッパーズでは10勝7敗、防御率2.55の成績を残した。8月30日に再昇格すると、そこから5連勝を記録した。

### パイレーツ時代
2013年1月9日にクインシー・ラティモアとのトレードで、ピッツバーグ・パイレーツへ移籍した。
2014年は44試合に登板して2勝2敗1セーブ、防御率3.19、38奪三振を記録した。オフの11月4日にFAとなった。

### フィリーズ時代
2015年1月12日にフィラデルフィア・フィリーズとマイナー契約を結び、4月4日にメジャー契約を結んで開幕ロースター入りした。この年は、自己最多の65試合全てにリリーフ登板。防御率3.01は自己ベストの数値で、リリーフとして成長の跡を見せた。
2016年はフィリーズのクローザーに抜擢され、70試合に登板してリーグ5位の37セーブを挙げて期待に応えた。だが9月は12試合で0勝3敗、防御率19.13と調子を崩し、シーズントータルでも防御率4.85・WHIP1.46という数字に終わり、万全のクローザーを務めたとは言えない投球だった。
2017年は、開幕時はクローザーを務めていたが、2016年8月14日以降の防御率が9.64と30投球回以上の救援投手で最悪の成績となり、6月20日にDFA、23日に自由契約となった。

### ブルワーズ傘下時代
2017年7月15日にミルウォーキー・ブルワーズとマイナー契約を結んだ。移籍後は傘下のルーキー級アリゾナリーグ・ブルワーズとAAA級コロラドスプリングス・スカイソックスでプレーしていたが、8月7日に自ら選んで契約を途中で放棄する「オプトアウト」を行使して自由契約となった。

### マリナーズ傘下時代
2017年8月12日にシアトル・マリナーズとマイナー契約を結んだ。移籍後は傘下のAAA級タコマ・レイニアーズでプレーしていたが、8月26日に自由契約となった。

### ホワイトソックス時代
2018年2月8日にシカゴ・ホワイトソックスとマイナー契約を結び、スプリングトレーニングに招待選手として参加することになった。シーズンでは開幕から傘下のAAA級シャーロット・ナイツでプレーし、7月11日にメジャー契約を結んでアクティブ・ロースター入りした。この年は26試合に登板して0勝2敗、防御率4.68、27奪三振を記録した。オフの10月29日にFAとなった。

### レンジャーズ時代
2019年1月9日にテキサス・レンジャーズとマイナー契約を結び、スプリングトレーニングに招待選手として参加することになった。3月23日にメジャーの開幕ロースターに入ることが発表された。5月27日にDFAとなり、6月1日に自由契約となった。

## 投球スタイル
奪三振率は低いが、ゴロを打たせる投球が持ち味。2011年はフライ率27.4%に対し、ゴロ率は52.8%に達している。

## 詳細情報

### 年度別投球成績
| 年 度     | 球 団     | 登 板 | 先 発 | 完 投 | 完 封 | 無 四 球 | 勝 利 | 敗 戦 | セ 丨 ブ | ホ 丨 ル ド | 勝 率 | 打 者 | 投 球 回 | 被 安 打 | 被 本 塁 打 | 与 四 球 | 敬 遠 | 与 死 球 | 奪 三 振 | 暴 投 | ボ 丨 ク | 失 点 | 自 責 点 | 防 御 率 | W H I P |
| --------- | --------- | ----- | ----- | ----- | ----- | -------- | ----- | ----- | -------- | ----------- | ----- | ----- | -------- | -------- | ----------- | -------- | ----- | -------- | -------- | ----- | -------- | ----- | -------- | -------- | ------- |
| 2010      | CLE       | 11    | 11    | 0     | 0     | 0        | 4     | 5     | 0        | 0           | .444  | 265   | 57.2     | 73       | 7           | 22       | 3     | 2        | 34       | 1     | 0        | 36    | 30       | 4.68     | 1.65    |
| 2011      | CLE       | 11    | 10    | 0     | 0     | 0        | 5     | 3     | 0        | 0           | .625  | 259   | 58.1     | 73       | 6           | 15       | 1     | 1        | 31       | 2     | 0        | 31    | 29       | 4.47     | 1.51    |
| 2012      | CLE       | 20    | 17    | 0     | 0     | 0        | 5     | 8     | 0        | 0           | .385  | 395   | 90.2     | 95       | 15          | 34       | 5     | 4        | 47       | 2     | 0        | 66    | 60       | 5.96     | 1.42    |
| 2013      | PIT       | 34    | 8     | 0     | 0     | 0        | 3     | 0     | 0        | 3           | 1.000 | 333   | 80.2     | 65       | 6           | 28       | 3     | 3        | 53       | 6     | 0        | 35    | 30       | 3.35     | 1.15    |
| 2014      | PIT       | 44    | 0     | 0     | 0     | 0        | 2     | 2     | 1        | 2           | .500  | 270   | 62.0     | 70       | 6           | 23       | 7     | 2        | 38       | 2     | 0        | 24    | 22       | 3.19     | 1.50    |
| 2015      | PHI       | 65    | 0     | 0     | 0     | 0        | 2     | 3     | 0        | 7           | .400  | 319   | 74.2     | 82       | 4           | 17       | 4     | 2        | 50       | 3     | 0        | 28    | 25       | 3.01     | 1.33    |
| 2016      | PHI       | 70    | 0     | 0     | 0     | 0        | 3     | 5     | 37       | 1           | .375  | 297   | 68.2     | 78       | 6           | 22       | 2     | 2        | 47       | 3     | 0        | 38    | 37       | 4.85     | 1.46    |
| 2017      | PHI       | 18    | 0     | 0     | 0     | 0        | 3     | 2     | 2        | 0           | .600  | 100   | 22.1     | 31       | 7           | 7        | 2     | 2        | 21       | 1     | 0        | 19    | 18       | 7.25     | 1.70    |
| 2018      | CWS       | 26    | 0     | 0     | 0     | 0        | 0     | 2     | 0        | 6           | .000  | 114   | 25.0     | 29       | 3           | 10       | 1     | 1        | 27       | 0     | 0        | 15    | 13       | 4.68     | 1.56    |
| 2019      | TEX       | 16    | 0     | 0     | 0     | 0        | 1     | 0     | 0        | 0           | 1.000 | 73    | 15.1     | 23       | 2           | 6        | 0     | 1        | 10       | 2     | 0        | 15    | 14       | 8.22     | 1.89    |
| MLB：10年 | MLB：10年 | 315   | 46    | 0     | 0     | 0        | 28    | 30    | 40       | 19          | .483  | 2425  | 555.1    | 619      | 62          | 184      | 28    | 20       | 358      | 22    | 0        | 307   | 278      | 4.51     | 1.45    |

- 2019年度シーズン終了時

### 背番号
- 58（2010年 - 2012年）
- 30（2013年 - 2014年）
- 46（2015年 - 2017年、2019年）
- 54（2018年）